# God (bahai)
Bahai-beoefenaren geloven in een enkele, onvergankelijke God, die de schepper is van alle dingen, met inbegrip van alle wezens en krachten in het universum.
God wordt beschreven als "een persoonlijke God, onbekend, ontoegankelijk, de bron van alle openbaring, eeuwig, alwetend, alomtegenwoordig en almachtig". Hoewel rechtstreeks ontoegankelijk, wordt God toch gezien als bewust van de gebeurtenissen in deze wereld, met een geest, wil en doel. Bahai-gelovigen geloven dat God te allen tijde en op vele manieren spreekt, onder meer door een reeks van goddelijke boodschappers aangeduid als manifestaties van God of goddelijke opvoeders. Zij zijn de stichters van religie in de wereld en worden gezien als intermediair tussen God en de mensheid. De bahai-leringen beschrijven dat God te groot is voor de mens om ten volle te begrijpen en om een volledig en nauwkeurig beeld van te vormen.
Bahá'u'lláh verwees vaak naar God door middel van titels (bijvoorbeeld de Almachtige, of de Al-Liefhebbende). Directe kennis van de essentie van God is onmogelijk.
Hoewel culturen en religies verschillende concepten van God en Zijn natuur hebben, geloven bahai-gelovigen dat deze uiteenlopende standpunten toch verwijzen naar één enkel wezen. De verschillen tussen de religies worden toegeschreven aan de verschillende culturele omstandigheden en ontwikkelingsfasen waarin zij ontstonden. Bahai-gelovigen beschouwen de verschillende godsdiensten als één enkel geloof, geleidelijk en in fasen geopenbaard door Gods manifestaties. Geen enkele boodschap, en dus geen enkele godsdienst, kan volgens het bahai-geloof in wezen als superieur beschouwd worden aan een ander, maar een meer recentere boodschap kan beschouwd worden als meer relevant voor de huidige spirituele en sociale staat van de mensheid. Bahai-gelovigen zien de meeste andere religies als goddelijk geïnspireerd, ook al zijn ze vervangen door Bahá'u'lláh's meer recente openbaring; Bahá'u'lláh schrijft op vele plaatsen dat het ontkennen van de geldigheid van een van de vorige religieuze stichters gelijkwaardig is aan het ontkennen van hen allemaal (met inbegrip van hemzelf) en het ontkennen van God.

## De Eenheid van God
Bahai-gelovigen menen dat er één bovennatuurlijk wezen, God, is, dat alle wezens en krachten in het heelal heeft geschapen. Dat God almachtig, alwetend en perfect is, en dat, hoewel mensen verschillende concepten van God en Zijn natuur hebben en Hem met verschillende namen noemen, iedereen over één en dezelfde God spreekt. Bahá'u'lláh schrijft over dit onderwerp:
"Alle lof aan de eenheid van God en alle eer aan Hem, de soevereine Heer, de onvergelijkelijke en alglorierijke Heerser van het heelal, Die uit het volslagen niets de werkelijkheid aller dingen schiep, Die uit het niets aan de meest verfijnde en subtiele elementen van Zijn schepping bestaan gaf en Die om Zijn schepselen te bewaren voor de vernedering van verafzijn en de gevaren van uiteindelijke ondergang hen in Zijn koninkrijk van onvergankelijke heerlijkheid heeft opgenomen. Niets buiten Zijn alomvattende genade en Zijn aldoordringende barmhartigheid had dit ooit kunnen volbrengen."
De bahai-leringen beschrijven dat God te groot is voor de mens ten volle Hem te begrijpen of een beeld van Hem te creëren. Zelfs de eigenschappen die gelovigen aan Hem toeschrijven als de Almachtige en de Al-Liefderijke zijn afgeleid van de beperkte menselijke ervaringen van de macht, liefde, gerechtigheid etc. Bahá'u'lláh leert dat de kennis van God beperkt is tot de kenmerken en kwaliteiten die voor de mens waarneembaar zijn en dus is directe kennis van God niet mogelijk. Bovendien stelt Bahá'u'lláh dat de kennis van de eigenschappen van God geopenbaard wordt aan de mensheid door de boodschappers die God stuurt.
"Zo volmaakt en veelomvattend is Zijn schepping dat noch verstand noch hart, hoe scherp en zuiver ook, ooit de aard van het meest onbeduidende van Zijn schepselen kan begrijpen; nog minder het mysterie van Hem Die de Dagster van waarheid, Die de onzichtbare en onkenbare Essentie is, kan doorgronden."
"Daar onze kennis der dingen, zelfs van de geschapen en eindige dingen, de kennis is van hun eigenschappen en niet van hun essentie, hoe is het dan mogelijk om van de goddelijke Werkelijkheid, die oneindig is, de essentie te begrijpen?... God kennen betekent daarom het begrijpen en kennen van Zijn hoedanigheden en niet van Zijn Werkelijkheid. Deze kennis van de hoedanigheden staat ook in verhouding tot het vermogen en de kracht van de mens, ze is niet absoluut. "

## Persoonlijke God
Tegelijkertijd spreken de bahai-leringen over een persoonlijke God, die een persoonlijk wezen is met een persoonlijkheid, met inbegrip van de capaciteit voor rede en liefde te voelen; het idee van een persoonlijke God betekent niet dat God een menselijke of fysieke vorm heeft.
Met betrekking tot termen die verband houden met God, heeft het Universele Huis van Gerechtigheid verklaard:

Als we kijken naar de manier waarop mannelijke voornaamwoorden worden gebruikt om naar God te verwijzen, is het belangrijk in gedachten te houden dat toen Bahá’u'lláh Zijn Geschriften openbaarde, Hij taal en uitdrukkingsvormen moest gebruiken die konden worden begrepen door degenen tot wie hij sprak. Dit is het geval bij elke Profeet; Hij is gedwongen oude vormen te gebruiken waardoor Hij de mensheid tot een nieuw begripsniveau kan brengen. In het Arabisch en Perzisch, evenals in het Engels en de meeste
 Europese talen, is het gebruikelijk om naar God te verwijzen als "Heer" en "Vader", in plaats van
 "Vrouw" en "Moeder".  Terwijl hij de conventionele bewoordingen gebruikte, wijdde Bahá’u’lláh enorme aantallen
 Tafelen [brieven] om de waarheid over te brengen dat God niet alleen mannelijk noch vrouwelijk is, maar ook ver boven alle menselijk begrip staat. Als men de Geschriften van Bahá’u’lláh die zowel de transcendentie als de immanentie van God beschrijven, grondig bestudeert, wordt het duidelijk dat het hele onderwerp sekse in
 deze context in essentie irrelevant is...

Men kan dichter bij God komen door gebed, meditatie, studie van de heilige geschriften en dienstbaarheid.

## Verder lezen
- Momen, Moojan (2015). The God of Bahá’u’lláh.
- Hall, Joshua (2022). Bahá'u'lláh and the God of Avicenna.